# El canto del loco (álbum)
El Canto del Loco fue el primer álbum de estudio del grupo español El Canto del Loco. Se puso a la venta el 22 de junio de 2000 en España y se han vendido unas 111 000 copias desde entonces.
El disco incluía doce canciones, de las cuales, una era una versión de Vivir así es morir de amor, uno de los temas más populares del cantante español Camilo Sesto, escogida, según los miembros del grupo, porque recogía todos los temas sobre los que trataban el resto de canciones del álbum. Como primer sencillo, el grupo escogió Pequeñita, uno de los temas que Dani Martín e Iván Ganchegui compusieron durante sus años en la escuela de Cristina Rota, donde tuvo su origen el grupo.

## Lista de canciones
| N.º | Título                       | Duración |  |
| 1.  | «Pequeñita»                  | 2:25     |  |
| 2.  | «Llueve en mí»               | 3:52     |  |
| 3.  | «Eres un canalla»            | 3:02     |  |
| 4.  | «Pasión»                     | 3:04     |  |
| 5.  | «Traidora»                   | 2:21     |  |
| 6.  | «He vuelto a caer»           | 3:42     |  |
| 7.  | «Sin mitad»                  | 3:48     |  |
| 8.  | «No quiero nada»             | 3:39     |  |
| 9.  | «El agricultor»              | 4:22     |  |
| 10. | «Y si el miedo»              | 3:45     |  |
| 11. | «Busco la vida»              | 3:55     |  |
| 12. | «Vivir así es morir de amor» | 3:23     |  |